# Geer Pouls
Gerardus Petrus Marie (Geer) Pouls (Venlo, 20 augustus 1952) is een Nederland beeldend kunstenaar, werkzaam als beeldhouwer, collagist, fotograaf, installatiekunstenaar, en galeriehouder.
Pouls werd bekend met zijn installaties met bloemen en kitschvazen, die volgens een recensie uit 2002 toentertijd nog "menig bezadigd museumbezoeker de stuipen op het lijf" joegen.
Geer Pouls houdt van bloemen. In zijn werk staat de liefde voor de natuur centraal. Daarbij laat hij zich echter niet verleiden door enkel esthetische schoonheid.
De bedreiging van de natuur maar ook haar eigen verval inspireren  Geer Pouls regelmatig tot installaties en fotowerken. Het best komt zijn wereld tot zijn recht in zijn eigen bloemenwinkel met de naam Brutto Gusto wat slechte smaak betekent in het Italiaans. Hier maakt hij boeketten met zowel levende als dode materialen en verkoopt hij vazen in de meest uiteenlopende stijlvariaties.

## Levensloop
Pouls is geboren en getogen in Venlo en studeerde in eerste instantie in Berlijn, en ook een jaar, 1979-1980, in Tokio, aan de Ohara School of Ikebana. Later in de jaren tachtig deed hij nog een opleiding kunstmanagement aan de Hogeschool voor Beeldende Kunsten Utrecht.
In 1982 vestigde hij zich als freelance kunstenaar in Breda. In 1988 opende hij de Brutto Gusto bloemenwinkel, annex galerie aan de Oostkousdijk in Rotterdam, die later aldaar verhuist naar de Nieuwe Binnenweg . In de beginjaren exposeert hij daar werk van onder andere Daan van Golden, Milou van Ham, Jos van der Meulen, Piotr Nathan, Jean-Marc Spaans, en Lawrence Weiner.

Sinds 2007 woont en werkt hij in Berlijn-Mitte, waar hij zijn activiteiten voortzet onder de naam Brutto Gusto.

## Werken

### Eigen exposities, een selectie
- 1989. "Tulpententoonstelling 'Groeten uit Holland', Brutto Gusto. Rotterdam.[5]
- 1990. Beelden in de koepel, Gemeentemuseum Den Haag, 1990
- 1993. De mensen en de dingen, Fries Museum, Leeuwarden.[6]
- 2000. Huisraad & Lijfgoed, FAxx, Tilburg.[7]

### Publicaties, een selectie
- Beelden in de koepel: Johan Meijerink, Margriet Kemper, Geer Pouls, Yvonne Strang, Orshi Drozdik, Gemeentemuseum, 1990.

### Galerie

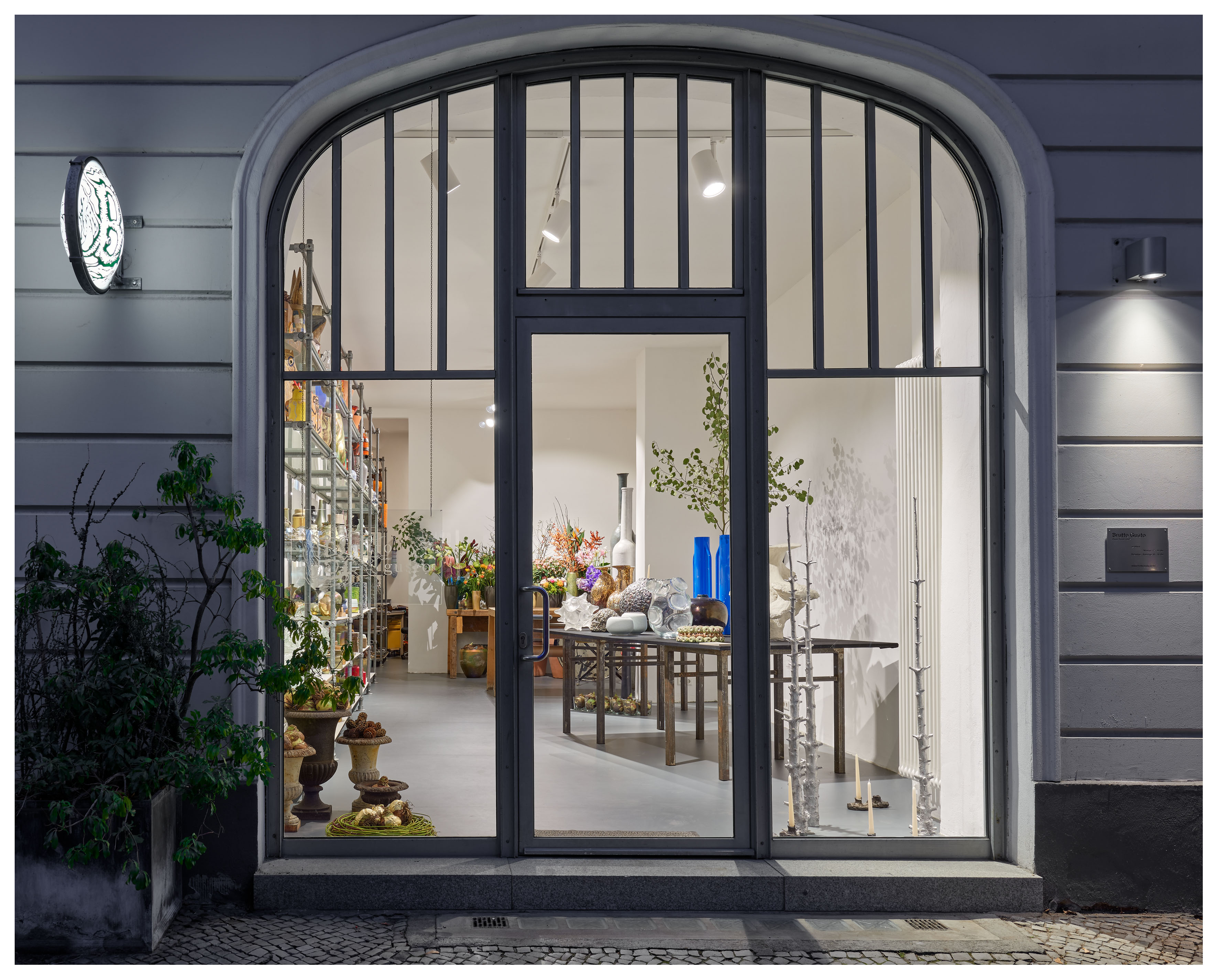
Brutto Gusto Wielandstraße 34 10629 Berlin Charlottenburg
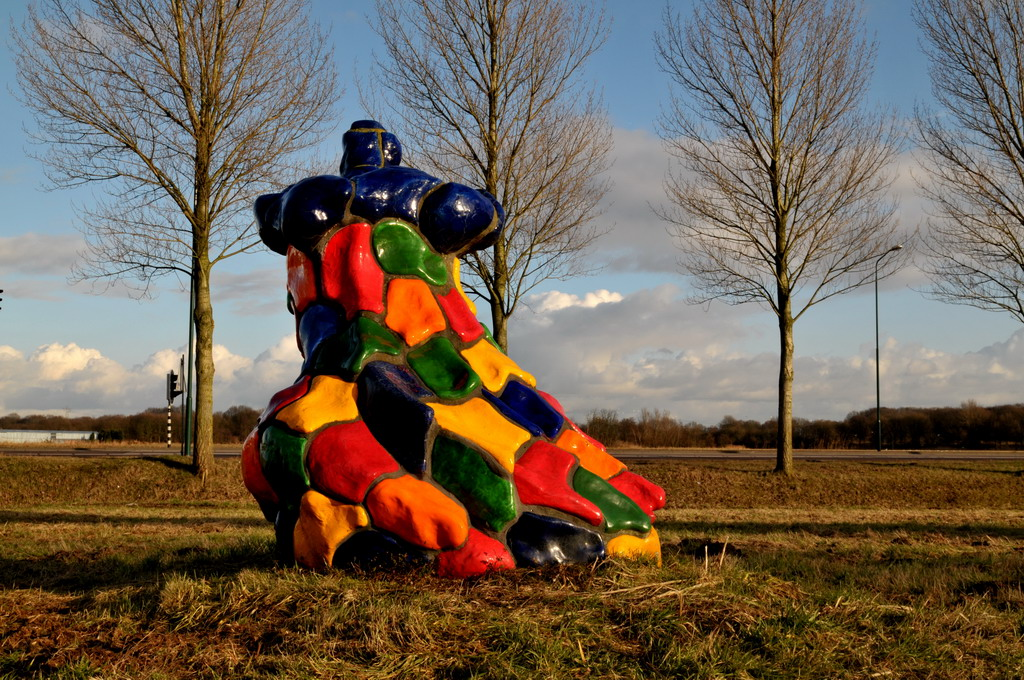
Het stilleven, Drimmelen
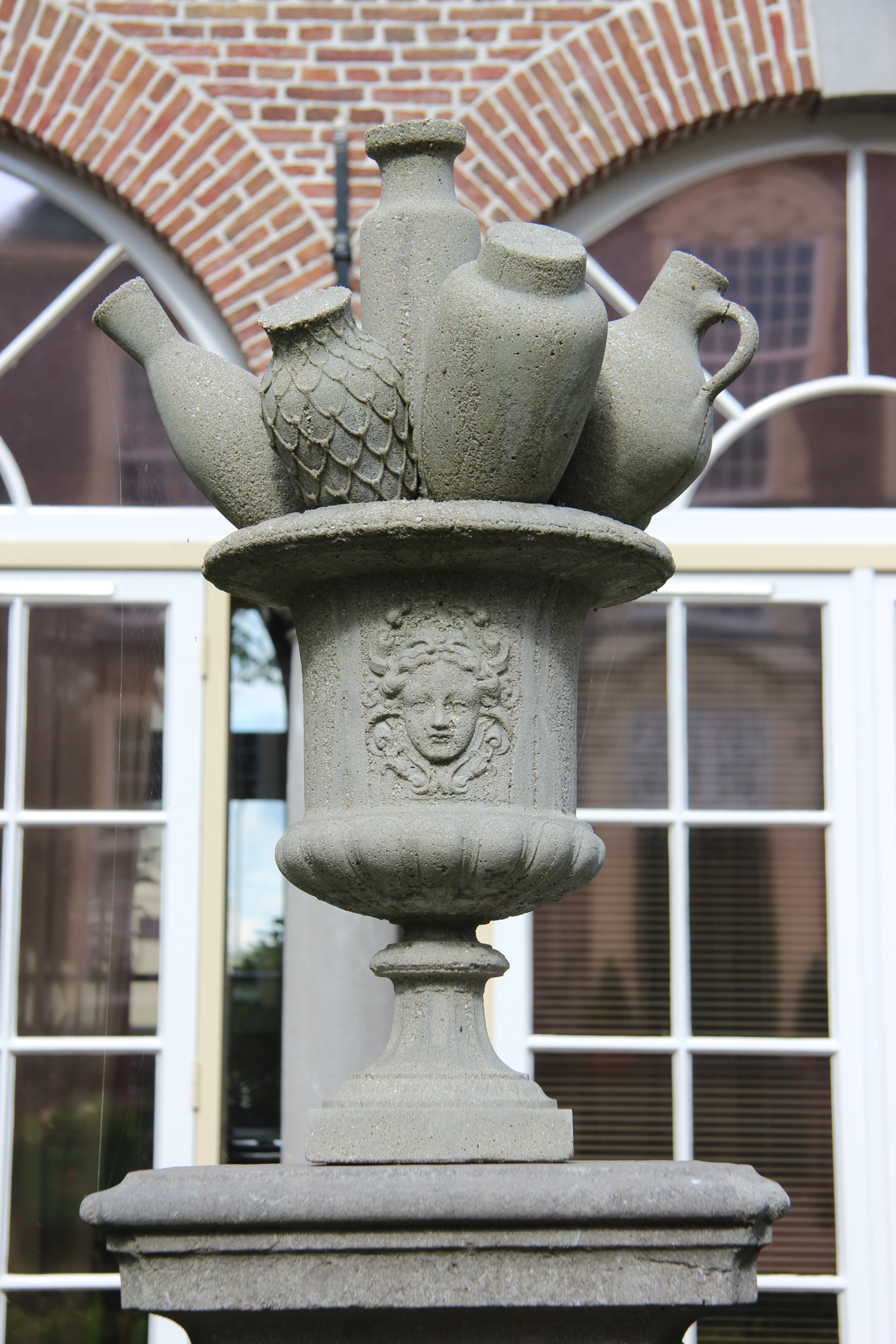
Vazen, Oegstgeest